# Безай Анастасія Віталіївна
Анастасія Віталіївна Безай (Потоцька) (8 січня 1994) — концертна співачка, сопрано. Лауреат Всеукраїнських та Міжнародних конкурсів. Викладач циклової комісії «Спів» Кіровоградського музичного коледжу, солістка міського професійного духового оркестру м. Кропивницький, солістка народного ансамблю «Степограй» м. Кропивницький.

## Життєпис
Народилася 8 січня 1994 року в м. П'ятихатки на Дніпропетровщині. Україна. Батьки — Потоцький Віталій (завуч Районної дитячої школи мистецтв) та Потоцька Каріне (завідувачка вокально-хорового відділу РДШМ). Закінчила загальноосвітню школу I—III ст. № 2 (м. П'ятихатки), паралельно здобувала музичну освіту в Районній музичній школі мистецтв, клас викладача Білої Валентини Вітольдівни.
У 2008 році стала студенткою Дніпродзержинського музичного училища (нині Кам'янський музичний коледж) відділу «Спів», клас викладача, Заслуженого діяча мистецтв України Градосельської Леоніди Сергіївни.
2012 року вступила до Національної музичної академії ім. П. І. Чайковського на вокально-диригентський факультет, кафедра сольного співу, клас професора, Народного артиста України Вострякова Олександра Андрійовича. За роки навчання стала лауреатом Всеукраїнських та Міжнародних конкурсів.
У 2015 році стала солістом Міського професійного духового оркестру. З 2016 року почала роботу в Кіровоградському музичному училищі (нині коледжі) на посаді викладача циклової комісії «Спів». З 2019 року солістка народного ансамблю «Степограй» м. Кропивницький.
У 2019 році представила сольну програму «Bella Voce» у супроводі симфонічного оркестру Кіровоградського музичного коледжу (художній керівник та диригент Заслужений діяч мистецтв України Лариса Голіусова).
Працювала і продовжує співпрацю з багатьма оркестрами міста та області, а саме: Симфонічний оркестр Кіровоградського музичного коледжу (художній керівник та диригент Заслужений діяч мистецтв України Лариса Голіусова), Камерний оркестр «Концертіно» Кіровоградської обласної філармонії (художній керівник Заслужений діяч мистецтв України Наталія Хілобокова), Міський професійний духовий оркестр (художній керівник та диригент Богдан Максименко), Камерний оркестр Кіровоградського музичного коледжу (художній керівник Заслужений діяч мистецтв України Наталія Хілобокова), Духовий оркестр Кіровоградського музичного коледжу (керівник Володимир Чернишенко), Оркестр народних інструментів Кіровоградського музичного коледжу (керівник Богдан Максименко).
Почесний член журі Міжнародного конкурсу «Об'єднаємо дітей мистецтвом» (м. Кропивницький), член журі фестивалю-конкурсу вокального мистецтва «Голос серця» (м. Кропивницький).

## Випускники класу А. Безай
- Дар'я Михайловська
- Марія Крайник
- Сюсанна Конечна
- Кристина Гостра
- Вікторія Свізінська

## Конкурси
- III премія VII Всеукраїнського фестивалю вокального мистецтва ім. Бориса Гмирі м. Дніпро. 2010 р.[джерело?]
- III премія VII Міжнародний конкурс вокалістів ім. Івана Алчевського м. Харків. Україна. 2013 р.[джерело?]

## Нагороди
- Грамота Відділу культури й туризму Кропивницької міської ради.
- Диплом переможця міського конкурсу «Молода людина року» в номінації «Відкриття року в області культури і мистецтва»
- Подяка Департаменту культури, туризму та культурної спадщини Кіровоградської обласної державної адміністрації
- Грамота Департаменту культури, туризму та культурної спадщини Кіровоградської обласної державної адміністрації